# Rex (Petersberg)
Rex ist ein Ortsteil der Gemeinde Petersberg in Hessen.

## Geographische Lage
Rex liegt östlich des Hauptortes an der Verbindungsstraße zwischen Margretenhaun und Böckels. Zur Gemarkung gehört ferner der Weiler Horwieden bei Stöckels. Die Gemarkung grenzt im Westen an Petersberg und Stöckels und ist ansonsten vollständig von den Nachbarorten Böckels und Margretenhaun eingeschlossen.

## Geschichte
Rex wurde im 11. oder 12. Jahrhundert erstmals urkundlich erwähnt.
Am 1. September 1968 schloss sich Rex freiwillig der Gemeinde Margretenhaun an. Diese wurde am 31. Dezember 1971 in die Gemeinde Petersberg eingemeindet.